# Chiesa di Santa Maria delle Stelle
La chiesa di Santa Maria delle Stelle è la Chiesa Madre della città di Comiso, in provincia di Ragusa.
Ha la dignità di Basilica Minore, e vanta il titolo di Duomo di Comiso.

## Storia

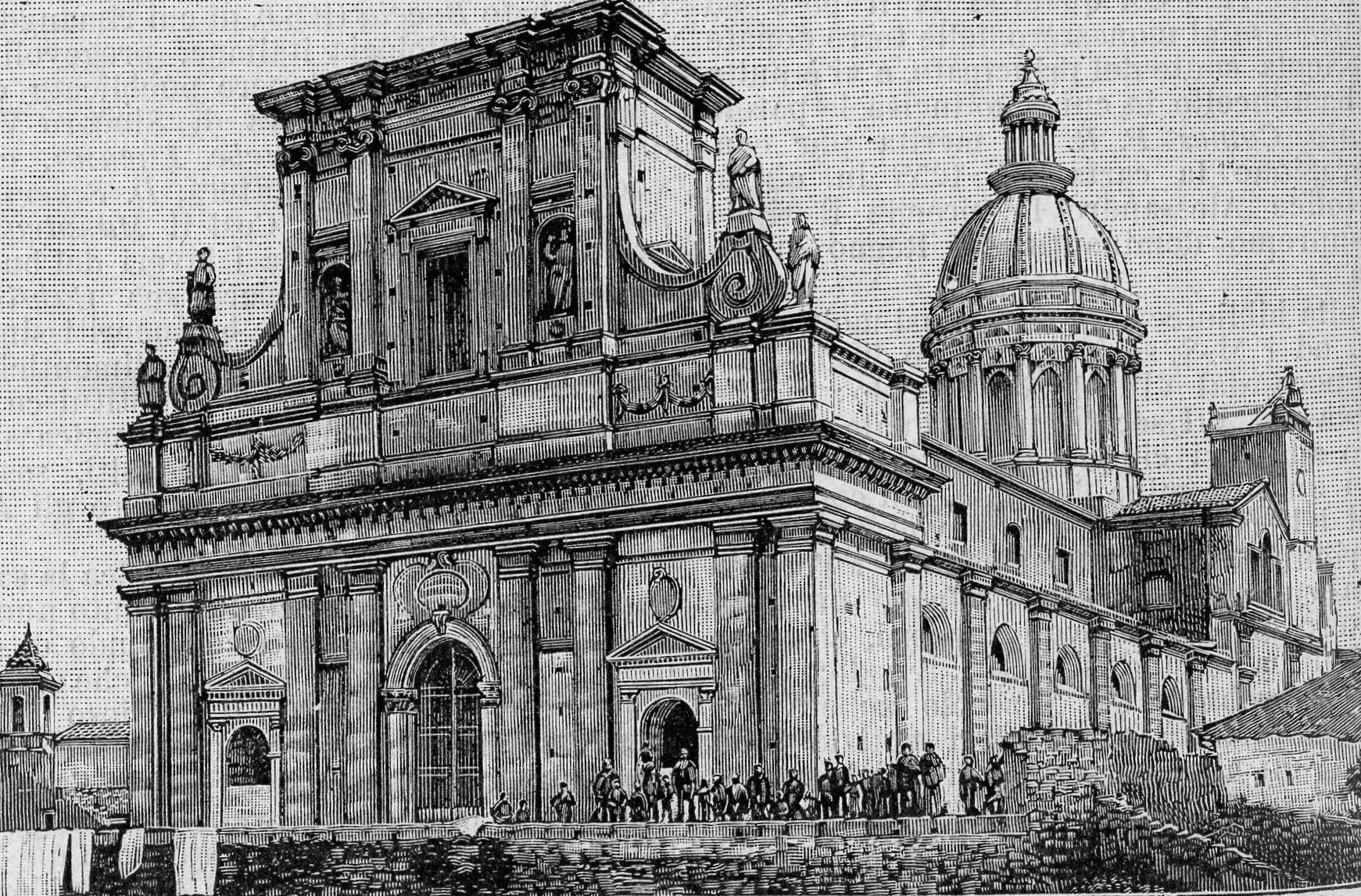
Ch, La chiesa Madre è il elle Stelle in una xilografia di fine Ottocento

Fu edificata tra la fine del XIV secolo e gli inizi del XV secolo, su un terrapieno antistante le acque della Fonte Diana, dove si trovavano i resti di un tempio preesistente, d'impianto chiaramontano, dedicato a santa Maria del Mulino (per la vicinanza ad un antico mulino) e risalente al XII secolo.
Nei primi decenni del Cinquecento sulla parete esterna del transetto (lato sud-est) fu installato il primo «orologio del tempo», che più tardi, esattamente nel 1881, verrà sostituito da un orologio più moderno, mentre l'orologio antico verrà trasferito nella chiesa della Madonna delle Grazie.
Distrutta in gran parte dal disastroso terremoto del 1693, fu rapidamente ricostruita grazie al contributo del Conte Baldassarre IV Naselli e alle varie maestranze locali che si avvicendarono attorno al tempio, tra le quali lo scultore comisano Emanuele Lucenti, il quale si adoperò nell'intaglio delle modanature del tempio. I lavori di restauro, guidati dall'arciprete-parroco Francesco Maria Porcelli, furono così spediti che già il 13 dicembre 1699 il vescovo di Siracusa Asdrubale Termini poté riconsacrare il tempio, come testimonia una lapide commemorativa posta all'interno del duomo a destra della porta maggiore.
In questo periodo il complesso architettonico non presentava ancora la sua veste definitiva. Per questo motivo tra il 1735 e il 1740 la famiglia Naselli ospitò uno tra i principali esponenti del Barocco siciliano, nonché protagonista della ricostruzione della val di Noto dopo il terremoto del 1693, l'architetto Rosario Gagliardi, venuto a Comiso a seguito del marchese Trigona, per tracciare le direttive della sistemazione urbo-scenografica dell'intero complesso e in particolare della facciata (ricostruita dopo il terremoto del 1693 fino al completamento del primo ordine), secondo quelli che erano i canoni della cultura del tempo. Tale progetto tuttavia, di cui si conservano i disegni nell'archivio del duomo, non venne mai realizzato.
I completamenti del tempio furono portati a termine molto più tardi ad opera degli architetti Mariano Battaglia e Giovanni Galeoto: quest'ultimo progettò la snella cupola di stile neogotico, ultima nel 1894. La facciata, invece, fu completata nel 1936 con la costruzione della parte superiore e della torre campanaria, ad opera dell'ing. Santoro Secolo.

## Descrizione

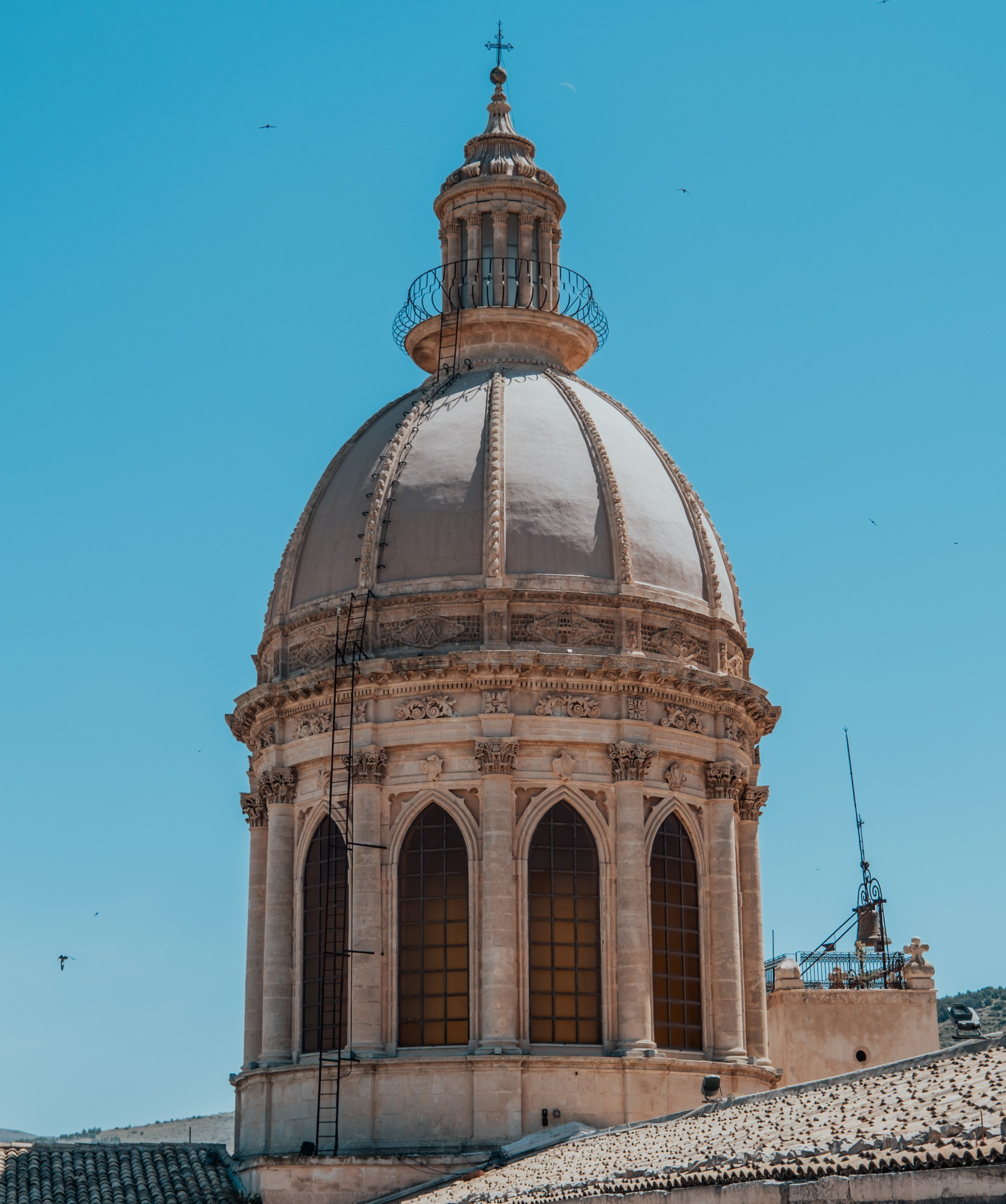
Chiesa Madre - Santa Maria delle Stelle - Cupola

L'interno della basilica presenta varie opere d´arte, quadri, sculture sacre e monumenti funebri. Vi sono quindici altari distribuiti simmetricamente nella vasta superficie di 63 x 23 m: l'altare maggiore della navata centrale è dedicato alla nascita di Maria; l'abside di sinistra al SS. Sacramento; l'abside di destra a Maria SS. Addolorata; nelle testate del transetto troviamo a sinistra il Crocifisso e a destra la Madonna del Carmelo; gli altari della navata laterale di sinistra sono dedicati in successione a Maria SS. di Fatima, l'Adorazione dei pastori, S. Lucia, S. Rita da Cascia e al Martirio dei quattro santi coronati (Claudio, Nicòstrato, Sinforiano e Castorio); gli altari della navata laterale di destra sono dedicati in successione a S. Francesco di Paola, SS. Agostino e Monica, S. Antonio da Padova, SS. Pietro e Paolo e ai SS. Crispino e Crispiniano.

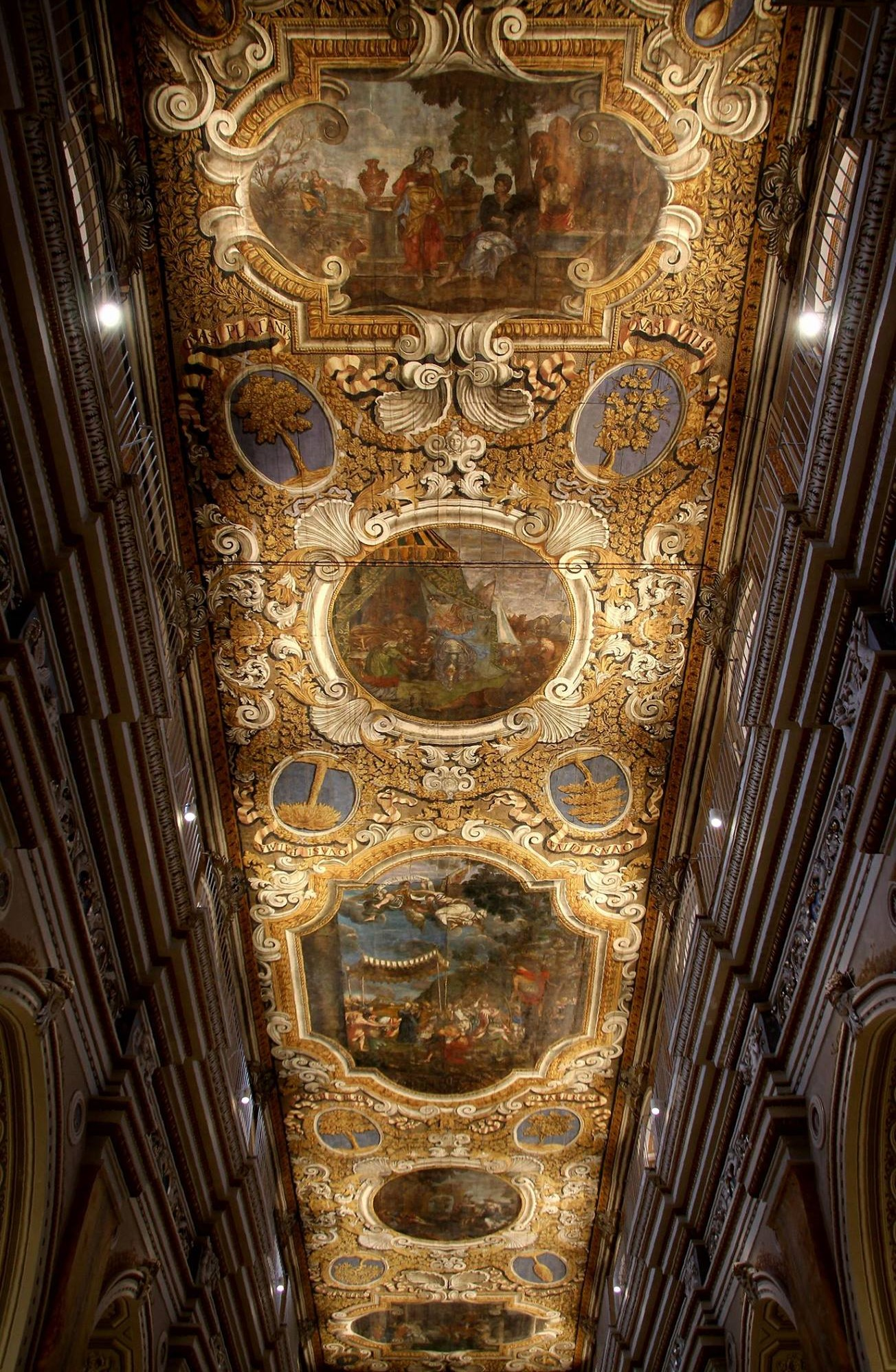
Chiesa Madre - Santa Maria delle Stelle - Interno navata centrale, tele del soffitto ligneo

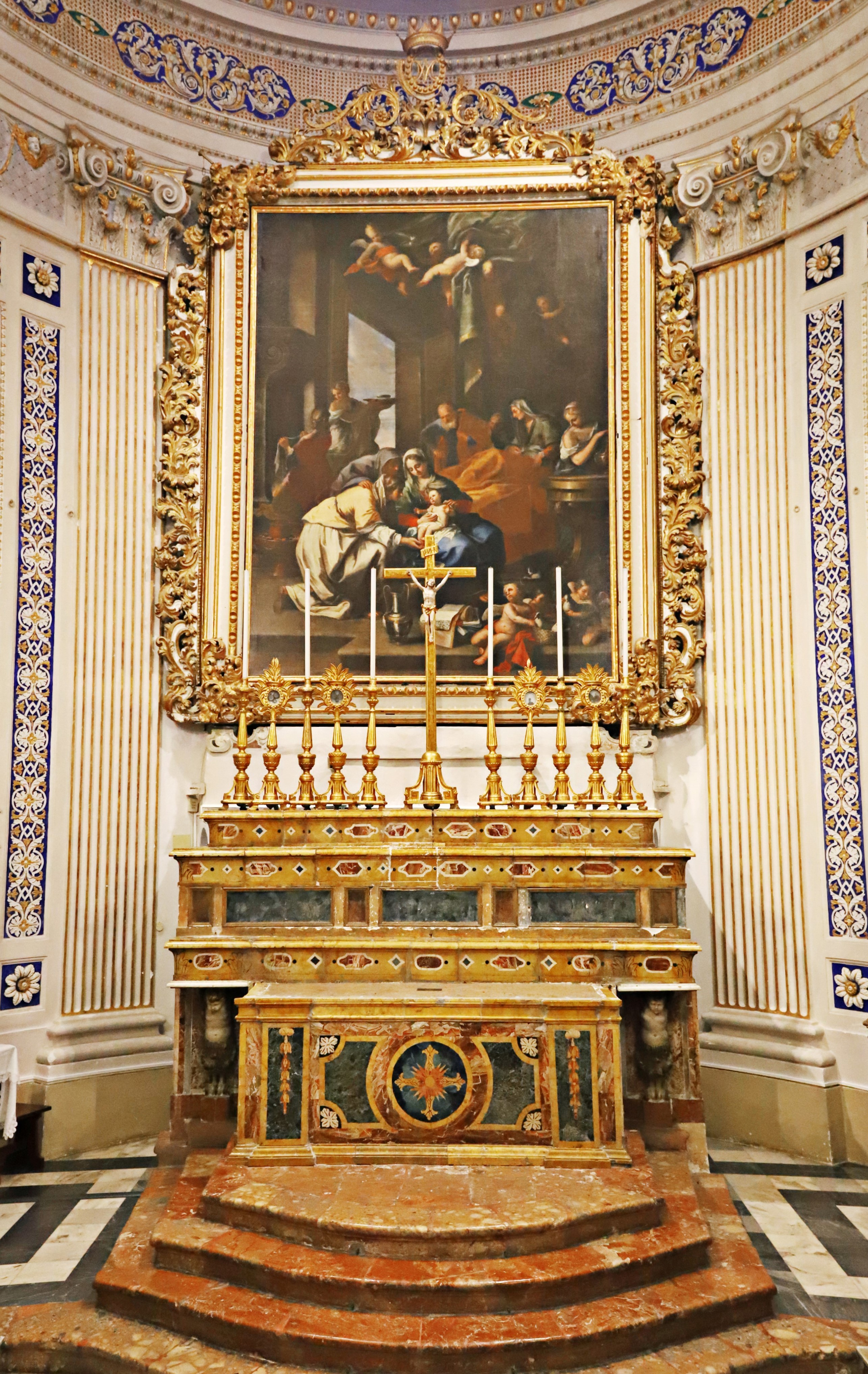
Pala Altare Maggiore 'Natività di Maria', Carlo Maratta,1698

Nei vari secoli operarono nel tempio noti artisti del luogo, che produessero, tra le altre opere: 
- il soffitto ligneo, opera dell'affrescatore messinese Antonino Alberti, detto il "Barbalonga", realizzato nella prima metà del secolo XVII; l'opera si compone di cinque scene dell´Antico Testamento: «Il giudizio di Salomone», «Giuditta ed Oloferne», «Davide danzante davanti all'Arca» (tela più grande delle altre, situata a centro), «La regina Ester sotto le mura», «Rebecca al pozzo di Giacobbe»;
- il fregio in stucchi del cornicione interno che sormonta gli archi acuti sostenuti da dodici colonne, decorato con rappresentazione di angeli che giocano, fogliame, frutta e paesaggi; tale fregio, insieme a quelli del catino absidale del coro rappresentanti il trionfo del SS. Sacramento, sono da attribuire alla scuola del palermitano Giacomo Serpotta;
- l'altare maggiore in marmi policromi e lapislazzuli del secolo XVII;
- una statua in alabastro della Madonna del Carmelo dei primi del Settecento, posta sull'altare omonimo, attribuita alla scuola del Gagini;
- una statua in legno di Maria SS. Addolorata, acquistata a Napoli nel 1774, e portata in processione per la festa esterna, che si celebra in suo onore la terza domenica di maggio;
- altre due statue lignee raffiguranti S. Giuseppe e S. Francesco da Paola;
- il monumento funerario in marmi policromi del Principe Baldassarre V Naselli, collocato presso la cappella del SS. Sacramento, e realizzato poco dopo il 1753 (anno della morte del principe) dal palermitano Ignazio Marabitti;
- un monumento sepolcrale di stile neoclassico della famiglia Ferreri di Passanitello, realizzato dallo scultore palermitano Valerio Villareale nei primi anni dell'Ottocento;
- la cappella del SS. Sacramento, opera in marmi policromi con rilievi e finte strutture architettoniche, realizzata nel 1812 dal palermitano Giosuè Durante;
- il fonte battesimale in marmo bianco di Carrara, realizzato nel 1798 da un anonimo scultore comisano, a spese del decano sac. Gaspare Ferreri.

Fra le tele: la «Natività di Maria», del 1698, attribuita a Carlo Maratta, posta sull'altare maggiore; tre tele di Giovanni Ulisse Ciriaci, raffiguranti l'«Immacolata Concezione», la «Presentazione di Gesù al tempio» e l'«Assunzione di Maria al cielo», poste sulle pareti laterali e sul soffitto dell'abside.
Esse furono commissionate al pittore romano nel 1707 da don Silvestro Ferrera, procuratore generale del principe di Aragona, e facevano parte di un più ampio ciclo pittorico dedicato alla Vergine Maria (in origine erano sette, tanto quanto le feste più importanti dedicate alla Vergine Maria, ma solo quattro sono pervenute ai giorni nostri).
Di interesse è anche la cassa organarica del Settecento, attribuita al sacerdote napoletano e costruttore di organi Donato Del Piano, vissuto tra il 1704 ed il 1785. La cassa organarica è stata restaurata nel 2010 dall'Istituto europeo del restauro di Ischia, sotto la direzione di Teodoro Auricchio.

## Feste religiose

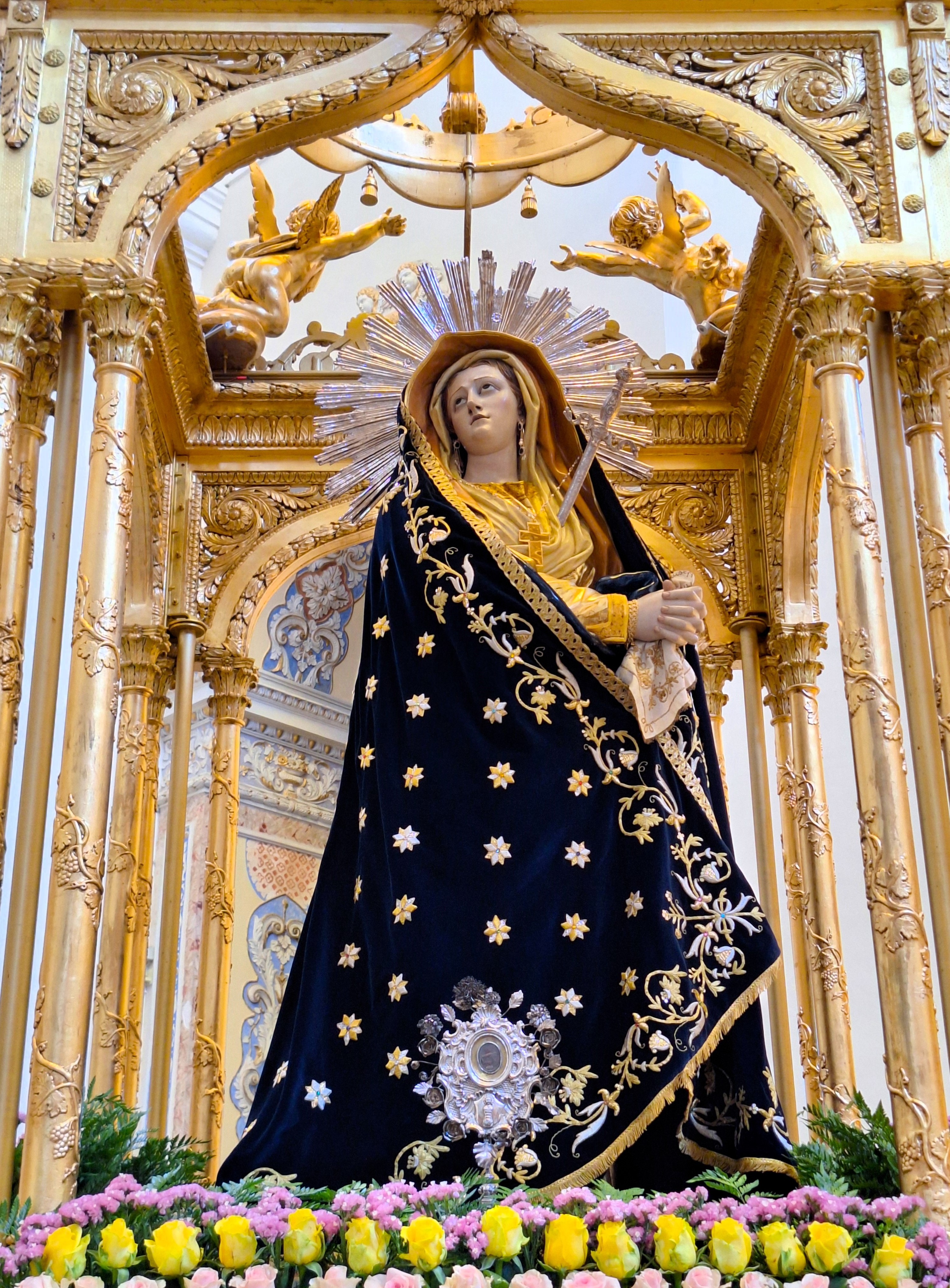
Simulacro settecentesco di Maria SS. Addolorata, 1774, scuola napoletana

La terza domenica di maggio si svolge la festa di Maria SS. Addolorata.